# بهورز
بِهوَرز کارمندی بهداشتی در روستا است که در یک یا چند خانه بهداشت مشغول به کار می‌باشد.
در هر خانه بهداشت بر حسب تعداد جمعیت تحت پوشش آن خانه بهداشت، یک یا چند بهورز فعالیت می‌کنند.
بهورز می‌تواند مرد یا زن باشد و معمولاً در هر خانه بهداشت یک بهورز مرد و یک بهورز زن مشغول به کار می‌باشند
وظیفه و کار بهورزان شامل شناخت موقعیت جغرافیایی و جمعیتی منطقه، انجام سرشماری در منطقه تحت پوشش، بیماریابی و گزارش موارد جدید بیماری به مراکز بهداشتی درمانی، ارجاع بیماران به سطوح بالاتر، درمان‌های ابتدایی، ارائه آموزش‌های لازم به جمعیت هدف ،واکسیناسیون، خدمات تنظیم خانواده ، انجام کارسنجی روزانه و بازرسی‌های بهداشت محیط و حرفه‌ای از کارگاههای تحت پوشش، انجام نمونه گیری‌های لازم ،بازرسی و انجام خدمات بهداشتی درمدارس تحت پوشش ،آموزش و مراقبت از بیماران روان،فشار خون و دیابت و نیز ارائه مراقبت‌های اولیه بهداشتی به گروه‌های هدف، شامل مراقبت از کودکان، دانش آموزان، جوانان، میانسالان، سالمندان و نیز مادران باردار در جمعیت روستا و ثبت کلیه اقدامات در سامانه یکپارچه بهداشت «سیب» یا روستاهایی است که تحت پوشش آن خانه بهداشت می‌باشند.